# Kebun Lado
Kebun Lado is een bestuurslaag in het regentschap Kuantan Singingi van de provincie Riau, Indonesië. Kebun Lado telt 1598 inwoners (volkstelling 2010).